# Moises Omar Halleslevens Acevedo
Moisés Omar Halleslevens Acevedo (ur. 4 września 1949) – wiceprezydent Nikaragui od 10 stycznia 2012 do 10 stycznia 2017. Głównodowodzący sił zbrojnych Nikaragui w latach 2005-2010.
W 1974 r. uczestniczył w zajęciu domu Ministra Rolnictwa w rządzie Anastasio Somozy Debayle i związanych z tym wydarzeniem negocjacji wypuszczenia więźniów politycznych, w tym Daniela Ortegi.